# Jarava
Jarava is een geslacht uit de grassenfamilie (Poaceae). De soorten van dit geslacht komen voor in Zuid- en Centraal-Amerika.

## Soorten
De Catalogue of New World Grasses [12 april 2010] erkent de volgende soorten:
- Jarava academica
- Jarava annua
- Jarava arenicola
- Jarava breviseta
- Jarava castellanosii
- Jarava chrysophylla
- Jarava durifolia
- Jarava hypsophila
- Jarava hystricina
- Jarava ichu
- Jarava illimanica
- Jarava juncoides
- Jarava leptostachya
- Jarava macbridei
- Jarava maeviae
- Jarava matthei
- Jarava media
- Jarava megapotamica
- Jarava milleana
- Jarava neaei
- Jarava pachypus
- Jarava plumose
- Jarava plumosula
- Jarava pogonathera
- Jarava polyclada
- Jarava pseudoichu
- Jarava psylantha
- Jarava pungens
- Jarava pungionata
- Jarava ruiz-lealii
- Jarava scabrifolia
- Jarava scirpea
- Jarava subaristata
- Jarava subnitida
- Jarava subplumosa
- Jarava tortuosa